# Annapurna Interactive
Annapurna Interactive è un'azienda statunitense dedita alla pubblicazione di videogiochi con sede nella città di West Hollywood (California), fondata il 1º gennaio 2017 da Megan Ellison come divisione interna di Annapurna Pictures.

## Storia
Annapurna Interactive nacque il 1º gennaio 2017 come divisione interna di Annapurna Pictures, per espandere l'influenza di quest'ultima sul mercato dei videogiochi. Il primo staff aziendale era composto dai dirigenti di Annapurna Pictures, dal produttore Neale Hemrajani e dal direttore tecnico James Masi, oltre ad alcuni ex dipendenti di Sony Interactive Entertainment e Warner Bros. Interactive Entertainment.
Il giorno stesso della fondazione, Annapurna Interactive annunciò di aver stipulato diversi accordi editoriali con alcuni sviluppatori indipendenti; l'obiettivo dell'azienda era, infatti, quello di pubblicare videogiochi considerati "personali, emotivi e originali". I primi titoli pubblicati furono What Remains of Edith Finch e Gorogoa nel 2017, ai quali seguirono Donut County e Ashen nel 2018.
Nel 2020 Annapurna Interactive aprì uno studio di sviluppo presso la città di Los Angeles (California).
Stando a quanto riportato nel marzo del 2022 dal canale di YouTube People Make Games, i fondatori degli studi Mountains, Fullbright e Funomena avrebbero perpetrato degli abusi emotivi nei confronti dei loro dipendenti e che la loro publisher Annapurna Interactive non avrebbe fatto nulla per difenderli. Secondo un ex dipendente dell'Annapurna, un rappresentante dello studio avrebbe giustificato tali comportamenti in quanto "i giochi non escono senza una forte personalità". People Make Games sostenne anche che questo modus operandi farebbe parte di una situazione ricorrente nel mondo della cultura d'autore ritrovabile nell'industria indipendente dei film e dei videogiochi.
Secondo quanto riporta la Bloomberg, il settembre 2024 una disputa sulla direzione portò alle dimissioni dello staff della Annapurna. Ciò avvenne dopo delle trattative tra il presidente di Annapurna Interactive Nathan Gary e la fondatrice della Annapurna Pictures per scorporare il segmento videogiochi e farne una società a sé stante. Quando Ellison si ritirò dal progetto, Gary e quasi trenta persone della Annapurna diedero le dimissioni. Ciononostante, l'azienda continuerà a esistere.

## Videogiochi
| Anno | Titolo                      | Piattaforme                                   | Sviluppatore      | Nota   |
| ---- | --------------------------- | --------------------------------------------- | ----------------- | ------ |
| 2017 | What Remains of Edith Finch | Windows, PlayStation 4, Xbox One, Switch      | Giant Sparrow     | [ 11 ] |
| 2017 | Gorogoa                     | Windows, PlayStation 4, Xbox One, Switch      | Buried Signal     | [ 12 ] |
| 2018 | Donut County                | Windows, PlayStation 4, Xbox One, Switch      | Ben Esposito      | [ 13 ] |
| 2018 | Ashen                       | Windows, PlayStation 4, Xbox One, Switch      | A44               | [ 14 ] |
| 2019 | Outer Wilds                 | Windows, PlayStation 4, Xbox One, Switch      | Mobius Digital    | [ 15 ] |
| 2019 | Wattam                      | Windows, PlayStation 4                        | Funomena          | [ 16 ] |
| 2019 | Telling Lies                | Windows, PlayStation 4, Xbox One, Switch      | Furious Bee       | [ 17 ] |
| 2021 | Twelve Minutes              | Windows, PlayStation 5, Xbox Series X, Switch | Luís António      | [ 18 ] |
| 2022 | Neon White                  | Windows, PlayStation 5, Switch                | Angel Matrix      | [ 19 ] |
| 2022 | Stray                       | Windows, PlayStation 5                        | BlueTwelve Studio | [ 20 ] |